# 轉瓶子

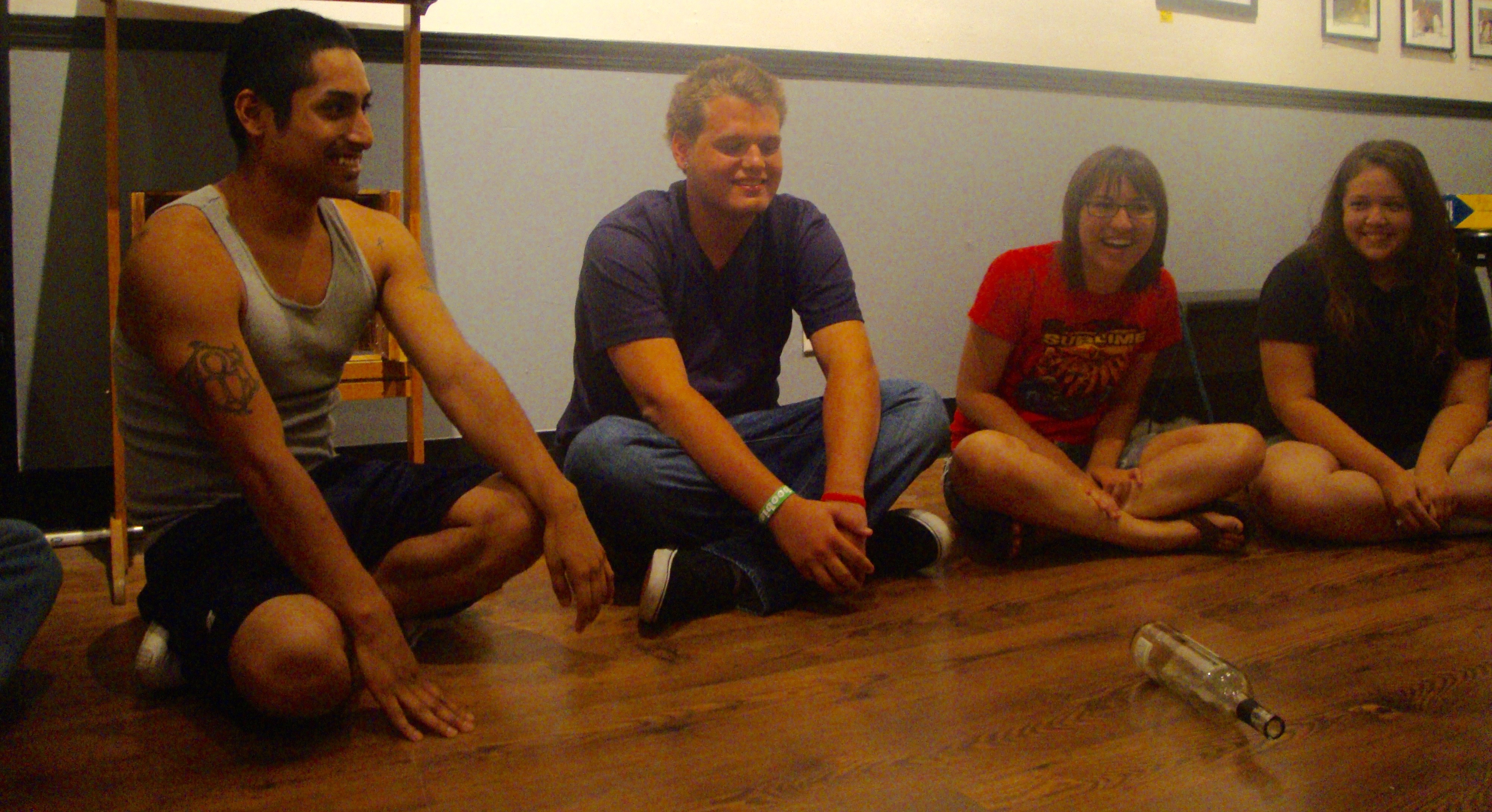
轉瓶子遊戲

轉瓶子是和親吻有關的青少年團體遊戲。此遊戲自從20世紀起，在歐美青少年中很流行，因為可以促進男孩和女孩之間的性互動。曾被稱為是「性腺活躍的中學生會選擇的派對遊戲」，也稱為是成人的派對遊戲。在1980年代之後，歐美的青少年偶爾還會玩這個遊戲，傷此遊戲已逐漸退流行。

## 玩法
轉瓶子是由多人圍成圓圈進行，可以坐著或站著進行。在圓圈的中間有一個平放的瓶子（一般是空的玻璃汽水瓶或啤酒瓶），由一個人轉瓶子，之後要親吻最後瓶口指向的人。
轉瓶子有許多的變體，其中一種變體是二個人需擁抱五秒，或是親吻10秒，若10秒內沒有親吻，則要進行法式接吻。轉瓶子也可以配合其他的遊戲或任務進行，例如配合真心話大冒險或是天堂的七分鐘等。變體也可能包括處罰，例如要脫去部份衣物等。

## 歷史
有關轉瓶子遊戲的文字紀錄可以追溯到1920年代，不過早期的記錄沒有提到接吻。有個類似的遊戲，名叫Bottle of Fortune，其日期可以追溯到1927年。